# Nowyj Urgał
Nowyj Urgał – osiedle typu miejskiego w Rosji, w Kraju Chabarowskim. W 2010 roku liczyło 6803 mieszkańców.